# Love Me Now (Kygo)
Love Me Now è un singolo del DJ norvegese Kygo, pubblicato il 13 agosto 2021.
Il brano vede la partecipazione della cantante tedesca Zoe Wees.

## Video musicale
Il video musicale, animato e diretto da Rafatoon, è stato reso disponibile su YouTube in concomitanza con l'uscita del singolo.

## Tracce
Testi e musiche di Kyrre Gørvell-Dahll, Patrick Pyke Salmy, Ricardo Muñoz, Tim Deal e Zoe Wees.
1. Love Me Now (feat. Zoe Wees) – 3:16

## Classifiche
| Classifica (2021) | Posizione massima |
| ----------------- | ----------------- |
| Austria           | 62                |
| Canada            | 73                |
| Croazia           | 33                |
| Germania          | 69                |
| Norvegia          | 5                 |
| Svezia            | 17                |
| Svizzera          | 28                |